# Осада Полоцка (1579)
Осада Полоцка 1579 года — одно из ключевых событий заключительного этапа Ливонской войны, выделяемого в русско-польскую войну 1577—1582 годов. Польско-литовское войско под руководством короля Стефана Батория в течение трёх недель осаждало Полоцк, находившийся 16 лет под русским контролем, и добилось взятия города.

## Предыстория
В 1576 году в Речи Посполитой завершился четырёхлетний период «бескоролевья» и на трон взошёл новый избранный монарх — бывший семиградский воевода Стефан Баторий. Его посольство к Ивану Грозному с предложением продления перемирия 1570 года осталось безрезультатным. Царь, ранее сам претендовавший на польско-литовский трон, отказывался считать «худородного» Батория себе ровней и сделал ставку на обострение конфликта. В 1577 году, пока Баторий занимался подавлением мятежа в Гданьске, русские войска предприняли крупный успешный поход в Ливонию, заняв все литовские владения к северу от Западной Двины. К концу года литовцам удалось вернуть контроль лишь над Динабургом и Венденом. Зимой 1578 года в Москву снова прибыло посольство Речи Посполитой с целью заключить перемирие и сторонам удалось согласовать его проект. Однако уже в марте Варшавский сейм принял решение о войне с Россией «для освобождения Полоцка и Ливонии». Стефан Баторий выступил перед Сеймом с вымышленным обвинением Ивана Грозного в желании захватить всю Речь Посполитую. Против России была развёрнута грандиозная и успешная пропагандистская кампания.
Осенью 1578 года польско-литовские и шведские войска сумели нанести погрязшему в местнических спорах русскому войску поражение в битве под Венденом, захватив значительную часть наряда (артиллерии). На сторону Батория переметнулся со своими владениями в Ливонии вассал Ивана Грозного король Магнус. Параллельно Стефан Баторий готовил армию к крупномасштабному походу на Россию.

## Приготовления к походу
Введя новые налоги на военные нужды, Баторий сделал основную ставку не на рыхлое и малобоеспособное посполитое рушение, а на опытных наёмных солдат. В Европе накануне наступил период относительного мира и большое количество профессиональных военных наёмников осталось не у дел. Баторию удалось собрать необычно многочисленную армию в 40 тысяч конницы и пехоты. Основными странами происхождения наёмников были Германия и Венгрия. Армия Батория, стекавшаяся в место сбора Свирь, значительно превосходила по численности возможности русской армии.
Коронная армия
- Польская конница: 5634 чел. (5355 гусар, 279 казаков и пятигорцев)
- Венгерская конница: 1577 гусар
- Немецкая конница: 100 рейтар

Всего конницы: 7311 чел.
- Польская пехота: 1775 чел.
- Венгерская пехота: 2017 чел.
- Немецкая пехота: 2736 чел.

Всего пехоты: 6528 чел.
- Приватные почты конница: 3500 чел.
- Приватные почты пехота: 1500 чел.

Всего приватные почты: 5000 чел.
Итого Коронного войска: 18739 чел. (10811 конницы и 8028 пехоты)
Литовская армия
- Наёмная конница: 2530 чел. (2150 гусар, 300 казаков и пятигорцев, 80 конных стрельцов)
- Наёмная пехота: 1445 чел. (735 литовской, 110 польской, 600 казацкой пехоты)
- Магнатские почты конница: 8300 чел.
- Магнатские почты пехота: 1700 чел.

Всего магнатские почты: 10000 чел.
- Посполитое рушение: 9000 чел. (8200 конницы и 800 пехоты)

Итого Литовского войска: 22975 чел. (19030 конницы и 3945 пехоты).
Первоначально вопрос, на каком направлении наносить основной удар, был открытым. Одним из вариантов была Ливония, однако из-за её разорённого состояния поход в неё крупного войска был отвергнут. Другим возможным направлением был богатый Псков, захват которого позволил бы отрезать русские войска в Ливонии от России. Однако и от этого плана Баторий вскоре отказался. На пути к Пскову было расположено много крепостей, которые бы задержали его армию и позволили бы Ивану Грозному подтянуть к Пскову значительные силы. В итоге выбор Батория пал на Полоцк. Его захват возвращал бы Речи Посполитой контроль над значительной частью течения Западной Двины, что улучшило бы снабжение войск в Ливонии. Также повысилась бы безопасность Вильно, столицы Великого княжества Литовского. Отдельным значимым доводом было огромное психологическое значение, которое бы имел возврат утраченного в результаты осады 1563 года Полоцка, самого крупного поражения Литвы в Ливонской войне. 30 июня 1579 года войско Батория двинулось на Полоцк, успешно захватывая по пути небольшие крепости-«пригороды» Козьян, Красный и Ситно.
Русские полки выступили на помощь Полоцку из-под Пскова 1 августа. Во главе русского войска численностью в 6—7 тысяч человек стояли Б. В. Шеин, Ф. В. Шереметев, М. Ю. Лыков-Оболенский, А. Д. Палецкий и В. И. Кривоборский. Однако оно не успело прибыть к Полоцку до королевских войск и засело в близлежащей крепости Сокол, рассчитывая оттуда тревожить превосходящие силы неприятеля. Однако, судя по записям разрядных книг, около двух тысяч донских казаков изменили и ушли на Дон. Полоцкие же воеводы, не получив поддержки, укрылись за крепостными стенами Верхнего замка и Стрелецкой крепости, благоразумно отказавшись от полевого сражения. Недостаточно защищённое Заполотье было сожжено. В городе находилось до трёх тысяч детей боярских с послужильцами из местных и северо-западных городов, до 1,5 тысяч стрельцов и казаков, а также до трёх тысяч мобилизованных посадских людей и крестьян, сбежавшихся под защиту городских стен.

## Ход осады

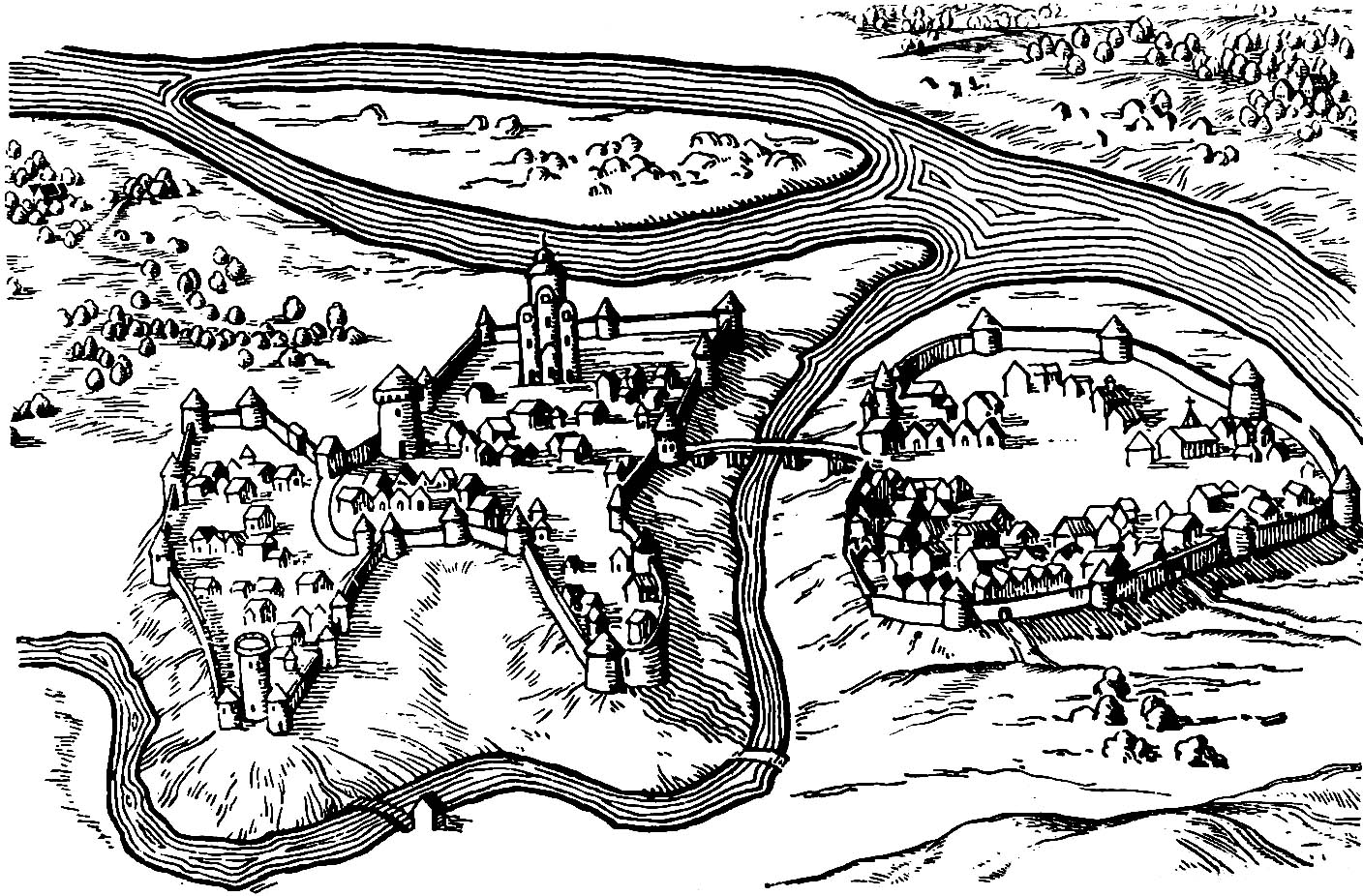
Укрепления Полоцка на гравюре по рисунику С. Пахоловицкого (1579)

Город был осаждён по всем правилам военного искусства. Вокруг Полоцка были выстроены шанцы, которые стали подводиться к городу. По плану в них должны были быть заложены мины для подрыва укреплений Полоцка вместе с осаждёнными. Началось рытьё подкопов под стены и башни. С самого начала осады город подвергся мощной артиллерийской бомбардировке калёными ядрами, что однако не возымело эффекта. Когда король увидел это, он стал призывать поджечь стены вручную с помощью факелов, для чего было набрано несколько отрядов добровольцев. Однако все они оказались перебитыми под стенами крепости, где их встречал плотный орудийный и ружейный огонь, выстрелы из луков, а также огромные брёвна, которые сбрасывались со стен и давили нападавших.
Защитники Полоцка, которыми командовали князь Василий Телятевский, князь Дмитрий Щербатов, Пётр Волынский и Матвей Ржевский, держались с необычайным мужеством. Всё население Полоцка, в том числе женщины и дети, тушили пожары, а также подтаскивали на стены кипяток, который лили на головы штурмующим. Некоторые защитники города самоотверженно свешивались на верёвках за крепостные стены и, находясь под пулями неприятеля, заливали водой факелы, снаружи подброшенные к основанию укреплений. Полочанам помогала и дождливая погода, из-за который деревянные стены плохо горели. Дороги из-за дождей испортились настолько, что подвоз продовольствия к Полоцку стал весьма затруднительным, в лагере очень возросли цены и, как свидетельствовал Рейнгольд Гейденштейн, в королевской армии начали есть лошадей. Ситуацию со снабжением осложняли и действия русских отрядов. В частности, гарнизоны крепостей Суша и Туровля, оставленные Баторием в тылу, нападали на литовские обозы, на которых подвозилось продовольствие из Вильно. Вылазки делали и войска, засевшие в крепости Сокол.
Атаки на город шли непрерывно с 11 по 28 августа. Наилучшим образом при штурмах показали себя венгерские и немецкие наёмники, а также польская пехота. С другой стороны, именно эти части хуже всего переносили непогоду и нехватку провианта. Король начал опасаться, что они со временем откажутся воевать, сделав бесперспективным взятие города силами одного лишь литовского ополчения. Поэтому 28 августа был собран военный совет, на котором большинство военачальников высказалось за общий штурм, но этому воспротивился Стефан Баторий, опасавшийся, что в случае неудачи армия будет настолько деморализована, что ей придется вообще снять осаду города. Король убедил венгерских наёмников поджечь деревянные стены города.
Выбрав ясный день 29 августа, венгры с разных сторон бросились к городским стенам. Осаждённые не смогли помешать поджогу башни и стен на мысообразном выступе над Полотой. В хронике Бельского сообщается, что отличился некий мастеровой котляр, который подтащил котёл с раскалёнными углями к башне. Вспыхнул сильный пожар, из-за которого выгорела большая часть городской стены. Осаждавшие интенсивно стреляли по горящей стене и мешали попыткам её потушить. В разгар пожара Стефан Баторий с основными силами перекрыл дорогу к Соколу, опасаясь, как бы русские, увидев зарево, не двинулись на помощь защитникам Полоцка. Вечером поляки и венгры попытались войти в город через то место, где стена прогорела и разрушилась от пожара, однако защитники успели выкопать за ней ещё один ров и установить там пушки. Штурмующих встретил плотный огонь, а затем жёсткая рукопашная схватка, в результате которой они побежали назад. Король и ряд военачальников под огнём лично привели войска к стенам Полоцка, чтобы прикрыть отступление польских и венгерских отрядов и предотвратить вылазку осаждённых. При этом сам король едва не погиб от меткого выстрела русских пушкарей.
В ночь на 30 августа, пока в лагере Батория шли распри о том, кто виноват в провале штурма, полочане пытались заделать брешь. На утро Баторий, узнав об этом, приказал повторить штурм бреши. Нападающим удалось вновь расстрелять из пушек и подпалить возведённые укрепления. Защитники Верхнего замка понесли серьёзные потери. Тем временем венграм удалось подвести пушки прямо ко рву. Крепость стала очень уязвимой и у осаждённых ратных людей, не надеющихся уже на подкрепление из Сокола, начали сдавать нервы. Большинство из них во главе с Петром Волынским, не надеясь удержать город, хотели прекратить сопротивление и сдать его. В лагерь Батория были посланы парламентёры. Епископ Киприан и остальные воеводы требовали стоять до конца и даже попытались заминировать пороховой склад, чтобы крепость в случае штурма не досталась никому. Однако рядовые ратники раскрыли этот план и силой вывели своих запершихся в Софийском соборе начальников. 31 августа Полоцк капитулировал при условии, что тем, кто хочет, будет обеспечен свободный уход со всем личным имуществом. В целом капитулировало 6 тысяч человек, большинство из них, несмотря на возможность поступить на королевскую службу, ушло в Россию. В плен попали воеводы, не желавшие сдать город.
Наёмники не нашли в городе богатой добычи и между ними начались массовые драки. Баторию удалось прекратить безобразие, пообещав богатые подарки из собственной казны.

## Последствия
После падения Полоцка Баторий продолжил наступление. Были взяты крепости Дрисса, Ниша, Туровля. Последовала осада крепости Сокол, которая была взята после кровопролитного боя. Гарнизон Суши сдал крепость по полоцкой схеме, выторговав себе свободный уход. Тем временем, литовский полководец Филон Кмита совершил опустошительный рейд на окрестности Смоленска, а на южном театре военных действий князь Константин Острожский и каштелян Михаил Вишневецкий осадили Чернигов, распустив грабительские отряды по Северской земле.
Полоцкие события 1579 года послужили толчком к началу пропагандистской войны Речи Посполитой против России. О победе под Полоцком вышло много польских газет и «летучих листков», которые переводились на латынь и немецкий язык и распространялись по Европе через немецкие города. Польские поэты и писатели принялись восхвалять Батория, уподобляя его Александру Македонскому, Цезарю и Карлу Великому. Были созданы художественные и стихотворные произведения (в том числе авторства Базеля Гиацинта и Яна Кохановского), гравюры на тему взятия Полоцка. Успех польской пропаганды был полезен для найма Стефаном Баторием новых наёмников в Европе. Среди участников осады был и Андрей Курбский. После падения Полоцка он адресовал царю одно из писем «Где твои победы?»